# Liste des partis politiques en Guinée-Bissau
Cet article répertorie les partis politiques en Guinée-Bissau. La Guinée-Bissau a un système multipartite avec de nombreux partis politiques, dans lequel aucun parti n'a la possibilité d'accéder au pouvoir seul, et les partis doivent travailler les uns avec les autres pour former des gouvernements de coalition.

## Partis actifs

### Partis parlementaires
| Nom | Nom                                                            | Abr.      | Chef                    | Poste politique        | Idéologie                                                                                             | Assemblée |
| --- | -------------------------------------------------------------- | --------- | ----------------------- | ---------------------- | --- | --------- |
|     | Parti africain pour l'indépendance de la Guinée et du Cap-Vert | PAIGC     | Domingos Simões Pereira | Centre-gauche à gauche | Socialisme démocratique Social-démocratie Nationalisme de gauche Nationalisme africain panafricanisme |           |
|     | Mouvement pour l'alternance démocratique, Groupe des 15        | Madem G15 | Braima Camará           | Centre-gauche          | Démocratie sociale                                                                                    |           |
|     | Parti du renouveau social                                      | SRP       | Kumba Iala              | Centre à centre-gauche | Libéralisme social Réformisme Agrarisme                                                               |           |
|     | Assemblée du peuple uni – Parti démocratique de Guinée-Bissau  | APU-PDGB  | Nuno Gomes Nabiam       |                        | |           |
|     | Parti de la Nouvelle Démocratie                                | PND       | Mamadú Iaia Djaló       |                        | |           |
|     | Union pour le changement                                       | UM        |                         |                        | |           |

### Autres parties
- Plateforme de l'alliance inclusive-Terra Ranka, coalition mise en place pour les élections de 2023
- Parti des travailleurs guinéens, fondé en 2021
- Parti social-démocrate uni (PUSD)
- Parti vert (LIPE)
- Parti socialiste démocrate (PDS)
- Front social démocratique (FDS)
- Résistance de la Guinée-Bissau-Mouvement Bafatá  (RVB-Mo)
- Parti de l'unité nationale (PUN)
- Alliance populaire unie (APU)
- Union nationale pour la démocratie et le progrès (PNUD)
- Parti des travailleurs (PT)
- Parti manifeste du peuple (PMP)
- Parti socialiste de Guinée-Bissau (PSGB)
- Mouvement démocratique guinéen
- Forum Civique Guinéen-Démocratie Sociale (FCG/SD)
- Parti populaire guinéen (PPG)
- Parti de la convergence démocratique (PCD)
- Parti républicain pour l'indépendance et le développement (PRID)
- Parti social-démocrate (PSD)
- Mouvement patriotique (MP)

## Anciens partis
- Front de lutte pour l'indépendance nationale de la Guinée